# 清州東方氏
清州東方氏（チョンジュドンバンし、청주동방씨）は、朝鮮の氏族の一つ。本貫は忠清北道清州市である。2015年調査では、97人である。
東方氏の起源は中国の済南にある。伏羲が東方の震の人なので東方を姓としたが、彼らの一族がどのように朝鮮に定着したかについては不明であり、清州東方氏の始祖は不明である。